# Frank Harary
Frank Harary   (Nova York, 11 de març de 1921 - Las Cruces, 4 de gener de 2005), conegut per col·legues i estudiants com Mr. Graph Theory, va ser un matemàtic estatunidenc.

## Vida i obra
Harary va néixer a Nova York fill d'immigrants jueus de Síria i Rússia. Es va graduar el 1941 al Brooklyn College i, després d'un curs (1943-1944) a la universitat de Princeton, va acabar el màster al Brooklyn College el 1945. El curs següent va iniciar la recerca a la universitat de Nova York, però el 1946 es va traslladar a la de Berkeley on es va doctorar el 1948, amb una tesi dirigida per Alfred Foster. A partir d'aquest any va ser professor de la universitat de Michigan a Ann Arbor fins que es va jubilar el 1986. En retirar-se va ser nmenat professor emèrit distingit a la universitat Estatal de Nou Mèxic a Las Cruces, localitat en la qual va morir l'any 2005.
Harary va ser un especialista en teoria de grafs i, sobre tot, en les seves aplicacions a camps tan diversos com la psicologia, la sociologia, la química o l'antropologia. Tot va començar quan, poc després d'arribar a Michigan, el psicòleg Leon Festinger es va apropar a ell per a que l'ajudés en la creació de models explicatius del funcionament de les estructures socials, des d'un punt de vista estructuralista.
L'obra publicada de Harary és ingent: només la base de dades MathSciNet llista més de cinc-cents articles publicats, lo qual vol dir que, tenint en compte que només inclou articles publicats en revistes científiques de matemàtiques, podrien ser més de set-cents els articles dels que és autor o coautor; a més, era un viatger incansable que va donar classes i conferències a 440 ciutats de 72 països diferents. Va fer notables contribucions a la teoria de Ramsey, entre les quals destaca el seu joc de tres en ratlla generalitzat.
També és autor o coautor d'una dotzena de llibres, d'entre els quals destaca Graph Theory (1969), que va esdevenir el tractat clàssic sobre el tema durant molts anys, i va ser fundador de les revistes Journal of Combinatorial Theory i Journal of Graph Theory.